# Odon d'Urgell
Pour les articles homonymes, voir Saint Odon.
Odon d'Urgell (né vers 1065, probablement à Sort - mort en 1122 au monastère Sainte-Marie de Gerri) est issu de la famille comtale de Pallars Sobirà. Fils du comte Artaud Ier et de sa seconde épouse Lucie de la Marche, il est le demi-frère du comte Artaud II. Il mène une vie de chevalier avant d'entrer dans la vie religieuse. Nommé évêque d'Urgell entre 1095 et 1097, il ordonné par le pape Urbain II et réside principalement à La Seu d'Urgell, mais il termine sa vie comme moine.
Ce saint catholique est fêté le 7 juillet. Il est le patron de La Seu d'Urgell, ainsi que de la vallée d'Àneu, dans le Pallars Sobirà.

## Biographie

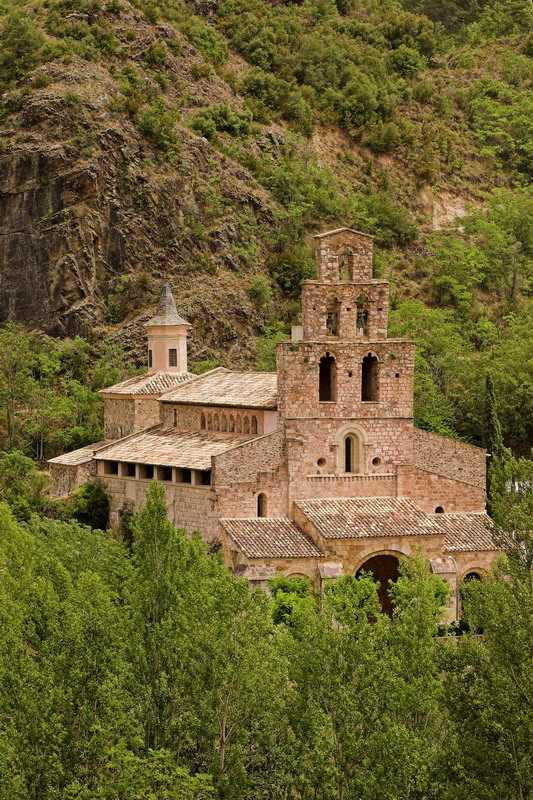
Monastère Sainte-Marie de Gerri, où est conservée la dépouille d'Odon d'Urgell (Baix Pallars).

Odon nait vers 1065, probablement dans le château comtal de Sort, dans le comté de Pallars Sobirà. Il est le second fils du comte Artaud Ier, qu'il a eu avec sa seconde épouse, Lucie de la Marche, sœur d'Almodis de la Marche et épouse du comte de Barcelone Raimond-Bérenger Ier. Son père, personnage décrit comme violent dans les chroniques monastiques, c'est-à-dire certainement usurpateur de biens ecclésiastiques, et qui termine sa vie excommunié en 1081, le pousse dans la carrière des armes.
En 1087, Odon est diacre de la cathédrale Sainte-Marie de La Seu d'Urgell. Il en est nommé évêque entre 1095 et 1097. Il cherche à s'entendre avec les comtes voisins, en particulier son frère aîné Artaud II, comte de Pallars Sobirà, mais aussi le comte de Pallars Jussà, Pierre Raymond, et le comte d'Urgell, Armengol V. En 1101, il apporte son soutien à ce dernier dans la conquête de Balaguer sur les musulmans.
Surtout, dans un contexte de réforme grégorienne et de reprise en main de leur patrimoine par les hommes d'Eglise, Odon s'efforce de maintenir l'équilibre entre les autorités ecclésiastique et seigneuriales. À la suite des usurpations de grands laïques, il obtient la restitution de plusieurs biens de la part des comtes d'Urgell et de Pallars.
Odon lutte également pour le maintien de l'intégrité de son évêché, contre les évêques voisins. Il réclame en particulier le retour de plusieurs paroisses qui ont été mises sous l'autorité de l'évêque de Roda. Cette lutte, entre l'évêque de Roda et Odon provoque l'intervention du pape Urbain II, qui tranche en faveur d'Odon. Cependant, quelques années plus tard, le problème pousse à nouveau le pape Pascal II à intervenir, à l'occasion du transfert du siège de l'évêché de Roda à Barbastro.
Odon se consacre également à la construction d'églises, comme à Guissona et Sant Julià de Cerdanyola. Il encourage aussi la construction de la cathédrale Sainte-Marie, dont les travaux commencent en 1116.
Odon refonde plusieurs monastères et en réforme les communautés monastiques, en particulier celui de Sainte-Marie de Lillet en 1100 et celui de Sainte-Marie de Gerri en 1122. Ils sont affiliés au monastère Saint-Victor de Marseille. Il donne des biens nombreux à ces deux monastères, qu'il favorise particulièrement. C'est alors qu'il séjournait à Sainte-Marie de Gerri qu'il mourut en 1122.

## Vénération
Peu après sa mort, son tombeau devint un lieu de pèlerinage. En 1133, son successeur, l'évêque Pierre Bérenger, décréta que son culte serait célébré le 7 juillet. Odon eut son office propre jusqu'à la publication du bréviaire de Pie V en 1568.

## Source
- (ca) Cet article est partiellement ou en totalité issu de l’article de Wikipédia en catalan intitulé « Ot d'Urgell » (voir la liste des auteurs).